# Robert Alexander Hepple
Robert Alexander Hepple, britanski general, * 1888, † 1965.